# James Scullin
James Henry Scullin (18. září 1876, Trawalla – 28. ledna 1953, Melbourne) byl australský politik a odborář. V letech 1929 až 1932 byl premiérem Austrálie. Zastával úřad jako reprezentant Australské strany práce, jejímž předsedou byl v letech 1928–1935. Byl prvním katolíkem na postu australského předsedy vlády. Stejně tak byl prvním Australanem irského původu v této funkci. Jeho působení v úřadu bylo ovlivněno krachem na newyorské burze v roce 1929, jež znamenal začátek velké hospodářské krize, která těžce postihla i Austrálii. Scullin zůstal vůdčí postavou levice po celý svůj život. Až do svého odchodu z federálního parlamentu v roce 1949 byl považován za šedou eminenci labouristické strany.

## Život
Byl synem irských přistěhovalců z dělnické třídy. Strávil většinu svého raného života jako dělník a hokynář v Ballaratu. V roce 1903 vstoupil do Australské strany práce. Byl zvolen do australské Sněmovny reprezentantů prvně v roce 1910 a sloužil tam tři roky. Poté byl redaktorem labouristických novin Echo. Do parlamentu se dostal znovu v roce 1922 (od té doby v něm působil až do roku 1949). V roce 1927 se stal místopředsedou strany a v roce 1928 předsedou. Tím zaujal pozici vůdce opozice.
V roce 1929 drtivě vyhrál volby a ujal se premiérského postu. Dva dny po složení přísahy ale přišel krach na Wall Street. Pro těžce zadluženou Austrálii to byl velký problém. Scullin a jeho ministr financí Ted Theodore reagovali tím, že v letech 1930 a 1931 vypracovali plán na splacení zahraničního dluhu, poskytnutí úlev zemědělcům a vytvoření ekonomického stimulu k omezení nezaměstnanosti založeného na expanzivní měnové politice. Taková keynesiánská revoluce se však v roce 1931 jevila jako velmi radikální a proti těmto plánům se ostře postavili mnozí, kteří se obávali hyperinflace a státního bankrotu. Plány tak zablokoval Senát, klíčová Commonwealth Bank i vlivná Loan Council. Scullin ustoupil a prosadil sadu mnohem konzervativnějších opatření, v zásadě pouhých škrtů ve vládních výdajích. Důchodci a další klíčové voličské skupiny Labouristické strany tím byli vážně postiženy, což vedlo k rozsáhlé revoltě uvnitř strany a četným odchodům ze strany, a to i poslanců parlamentu. Po několika měsících vnitřních bojů se vláda zhroutila a v následujících volbách v roce 1931 byla Strana práce drtivě poražena nově vytvořenou Sjednocenou australskou stranou.
Scullin zůstal předsedou strany další čtyři roky. Prohrál i volby v roce 1934 a v roce 1935 odstoupil. Zůstal ale respektovaným hlasem ve straně a vůdčí autoritou v oblasti daní a vládních financí. Sehrál významnou roli v reformách obojího, když se Strana práce vrátila do vlády v roce 1941. Ačkoli jeho vlastní premiérský mandát se pro něj stal určitým traumatem, satisfakcí mu bylo, že po roce 1945 viděl mnoho nápadů své vlády realizovaných jeho následovníky.